# Luíz Antônio dos Santos
Pour les articles homonymes, voir dos Santos.
Luíz Antônio dos Santos, né le 6 avril 1964 à Volta Redonda (Brésil) et mort le 6 novembre 2021 à Taubaté (Brésil), est un athlète brésilien spécialiste du marathon.

## Carrière

### Palmarès
| Date | Compétition           | Lieu     | Résultat | Performance     |
| ---- | --------------------- | -------- | -------- | --------------- |
| 1993 | Marathon de Chicago   | Chicago  | 1er      | 2 h 13 min 14 s |
| 1994 | Marathon de Chicago   | Chicago  | 1er      | 2 h 11 min 16 s |
| 1995 | Championnats du monde | Göteborg | 3e       | 2 h 12 min 49 s |
| 1995 | Marathon de Fukuoka   | Fukuoka  | 1er      | 2 h 09 min 30 s |
| 1996 | Jeux olympiques d'été | Atlanta  | 10e      | 2 h 09 min 30 s |
| 1997 | Championnats du monde | Athènes  | 5e       | 2 h 15 min 31 s |

### Records
| Épreuve  | Performance     | Lieu      | Date          |
| -------- | --------------- | --------- | ------------- |
| Marathon | 2 h 08 min 55 s | Rotterdam | 20 avril 1997 |